# Alto Baudó
Alto Baudó ist eine Gemeinde (municipio) im Departamento Chocó in Kolumbien. Der Hauptort (cabecera municipal) von Alto Baudó ist Pie de Pató.

## Geographie
Alto Baudó liegt am Río Baudó im Zentrum von Chocó auf einer Höhe von 50 m ü. NN, 80 km von Quibdó entfernt. Alto Baudó grenzt im Norden an Quibdó, Bojayá und Bahía Solano, im Osten an Quibdó, Río Quito und El Cantón de San Pablo, im Westen an Nuquí und im Süden an Bajo Baudó und Medio Baudó.

## Bevölkerung
Die Gemeinde Alto Baudó hat 40.733 Einwohner, von denen 10.807 in Pie de Pató leben (Stand: 2019).

## Geschichte
Alto Baudó wurde 1958 als Abspaltung der Gemeinde Baudó, dessen Hauptort Pizarro (heutiger Hauptort von Bajo Baudó) war, gegründet.

## Wirtschaft
Alto Baudó liegt in einer der entwicklungsschwächsten und ärmsten Regionen Kolumbiens und ist darüber hinaus eine der ärmsten Gemeinden in Chocó. Die wichtigsten Wirtschaftszweige von Alto Baudó sind Landwirtschaft, Holzwirtschaft, Fischerei und Schweinehaltung.

## Verkehr
Es besteht keine Straßen- oder Flugverbindung nach Alto Baudó. Der einzige Weg zum Hauptort Pie de Pató ist von Puerto Meluk (Hauptort von Medio Baudó) per Schiff über den Río Baudó.